# Michał Karbownik
Michał Karbownik, né le 13 mars 2001 à Radom en Pologne, est un footballeur international polonais qui évolue au poste d'arrière gauche au Hertha Berlin.

## Biographie

### Carrière en club

#### Legia Varsovie
Né à Radom en Pologne, Michał Karbownik est formé au Legia Varsovie. Durant les matchs de préparation de l'été 2019 il est intégré au groupe professionnel et il parvient par ses prestations à convaincre son entraîneur, Aleksandar Vuković à lui faire une place pour la saison à venir. Il fait ses débuts en professionnel lors de la saison 2019-2020, jouant son premier match en professionnel lors de la 6e journée, le 25 août 2019 contre le ŁKS Łódź. Il est titularisé au poste d'arrière gauche, où il délivre notamment une passe décisive pour Dominik Nagy sur le but égalisateur des siens, et son équipe s'impose sur le score de trois buts à deux ce jour-là. C'est à ce poste qu'il s'impose, enchaînant les titularisations. Il se met en évidence le 27 octobre suivant en donnant deux passes décisives lors de la large victoires du Legia face au Wisła Cracovie, en championnat (7-0). En mai 2020 il prolonge son contrat jusqu'en 2024.
Karbownik est sacré champion de Pologne en 2020.

#### Brighton & Hove Albion
Michał Karbownik s'engage en faveur de Brighton & Hove le 5 octobre 2020, signant un contrat de quatre ans.

#### Olympiakos
Le 28 août 2021, Michał Karbownik rejoint l'Olympiakos, prêté pour une saison avec option d'achat par Brighton & Hove Albion,.

#### Fortuna Düsseldorf
Le 4 août 2022, Michał Karbownik est de nouveau prêté pour une saison, cette fois au Fortuna Düsseldorf, en deuxième division allemande,.
Le 11 novembre 2022, Karbownik inscrit son premier but pour le Fortuna, lors d'une rencontre de championnat face au 1. FC Kaiserslautern. Titularisé ce jour-là, il ouvre le score, mais son équipe s'incline par deux buts à un.

#### Hertha Berlin
Le 8 août 2023, Michał Karbownik quitte définitivement Brighton & Hove pour rejoindre le Hertha Berlin. Il signe un contrat de trois ans, soit jusqu'en juin 2026.

### En sélection
Sélectionné avec les moins de 19 ans depuis 2019, il se fait remarquer en inscrivant un but dès son premier match, le 6 septembre face à l'Arménie (0-2).
En août 2020 Karbownik est retenu pour la première fois par le sélectionneur de l'équipe nationale de Pologne, Jerzy Brzęczek, pour le rassemblement de septembre. Il ne joue toutefois aucun match. Il faut attendre le rassemblement suivant pour qu'il honore sa première sélection avec la Pologne, le 7 octobre 2020, lors d'un match amical face à la Finlande. Il est titularisé au poste d'arrière gauche et son équipe s'impose par cinq buts à un.

## Palmarès

### En club
Legia Varsovie
- Championnat de Pologne (1) :
  - Champion : 2019-20

 Olympiakos
- Championnat de Grèce (1)
  - Champion : 2022

### Distinctions personnelles
- « Révélation polonaise de l'année » : 2019[16]
- Meilleur espoir du championnat de Pologne : 2020[17]